# Trogoderma froggatti
Trogoderma froggatti is een keversoort uit de familie spektorren (Dermestidae). De wetenschappelijke naam van de soort werd in 1892 gepubliceerd door Thomas Blackburn.